# 羽紅珠目魚
羽紅珠目魚（学名：Rosenblattichthys alatus）為輻鰭魚綱仙女魚目帆蜥魚亞目珠目魚科的一種，分布於印度洋及太平洋海域，屬深海底棲性魚類，體長可達8公分，棲息在中層水域，生活習性不明。